# 灰白喉林莺

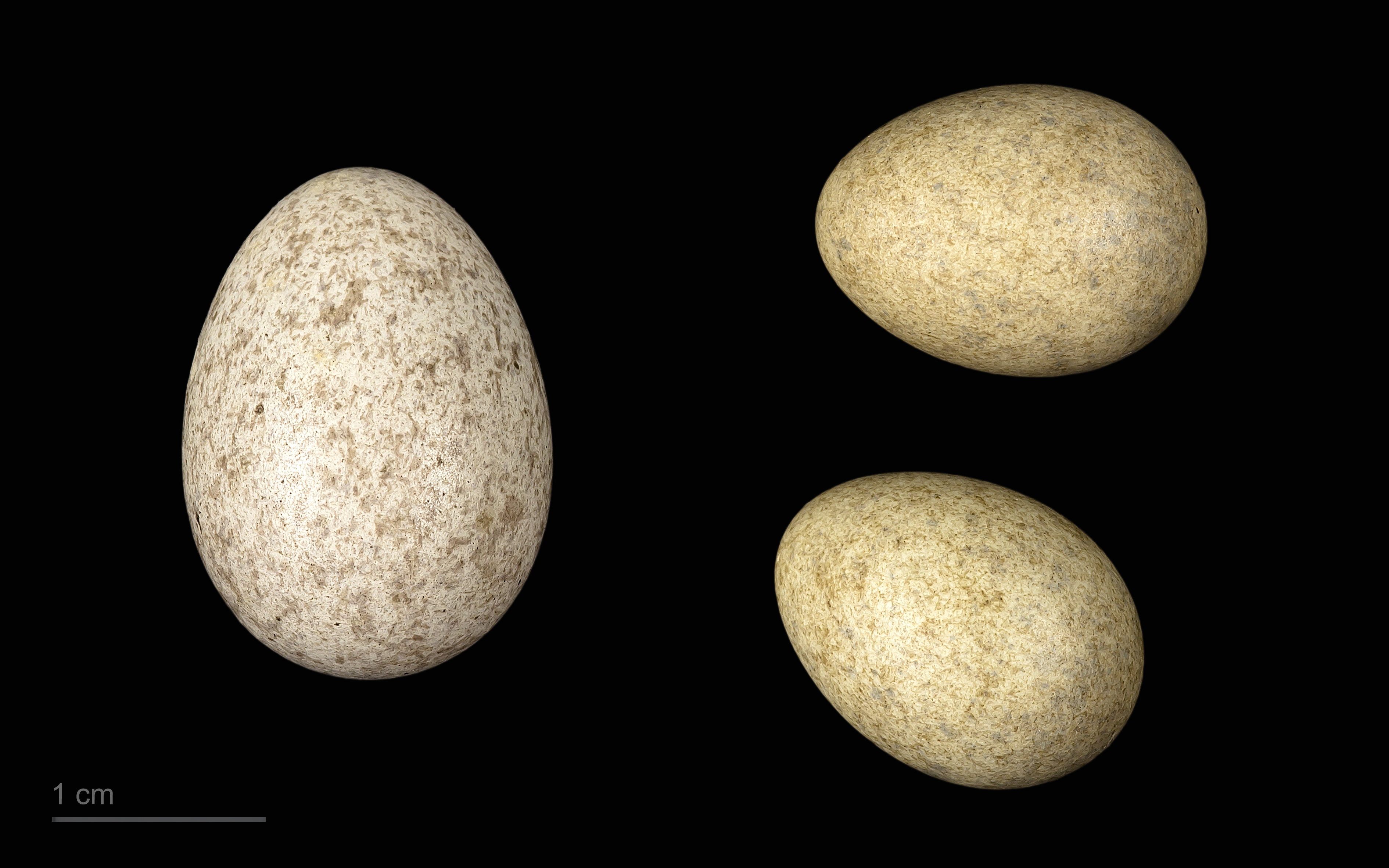
卵 Cuculus canorus canorus 在巢中 Sylvia communis

灰白喉林莺（学名：Curruca communis）为鶲科莺属的鸟类。该物种的模式产地在英格兰。

## 亚种
- 灰白喉林莺新疆亚种（学名：Curruca communis icterops）。在中国大陆，分布于新疆等地。该物种的模式产地在西伯利亚。[3]
- 灰白喉林莺伊宁亚种（学名：Curruca communis rubicola）。在中国大陆，分布于新疆等地。该物种的模式产地在新疆。[4]